# Correbidia bicolor
Correbidia bicolor är en fjärilsart som beskrevs av Herrich-Schäffer. Correbidia bicolor ingår i släktet Correbidia och familjen björnspinnare. Inga underarter finns listade i Catalogue of Life.